# Margherita Panziera
Margherita Panziera, née le 12 août 1995 à Montebelluna, est une nageuse italienne, spécialiste du dos.

## Biographie
Margherita Panziera a terminé 17e aux Jeux olympiques d'été de 2016 lors de l'épreuve du 200 m dos.
Elle remporte trois médailles d'or lors des Jeux méditerranéens de 2018.
Au meeting des Settecolli à Rome, elle bat les records d'Italie en 59 s 80 et en 2 min 7 s 16, en juin et juillet 2018.
Participant aux Championnats d'Europe en petit bassin, le 6 décembre 2019, elle arrive première au 200 mètres dos établissant le nouveau record national en 2 min 1 s 45.

## Palmarès

### Championnat du monde

#### Petit bassin
- Championnats du monde 2018 à Hangzhou (Chine) :
  -  Médaille de bronze en relais 4 × 100 m quatre nages.

### Championnats d'Europe

#### Grand bassin
- Championnats d'Europe 2018 à Glasgow (Royaume-Uni) :
  -  Médaille d'or sur 200 m dos.
  -  Médaille de bronze en relais mixte 4 × 100 m quatre nages.
- Championnats d'Europe 2020 à Budapest (Hongrie) :
  -  Médaille d'or sur 200 m dos.
  -  Médaille d'argent sur 100 m dos.
  -  Médaille d'argent en relais mixte 4 × 200 m nage libre.
  -  Médaille de bronze en relais 4 × 100 m quatre nages.
  -  Médaille de bronze en relais mixte 4 × 100 m quatre nages.
- Championnats d'Europe 2022 à Rome (Italie) :
  -  Médaille d'or sur 100 m dos.
  -  Médaille d'or sur 200 m dos.

#### Petit  bassin
- Championnats d'Europe 2017 à Copenhague (Danemark) :
  -  Médaille de bronze sur 200 m dos.
- Championnats d'Europe 2019 à Glasgow (Royaume-Uni) :
  -  Médaille d'or sur 200 m dos[2].

## Jeux méditerranéens
- Jeux méditerranéens de 2018 à Tarragone (Espagne)
  -  sur 200 m dos.